# Parti populaire national-socialiste
 (octobre 2024).

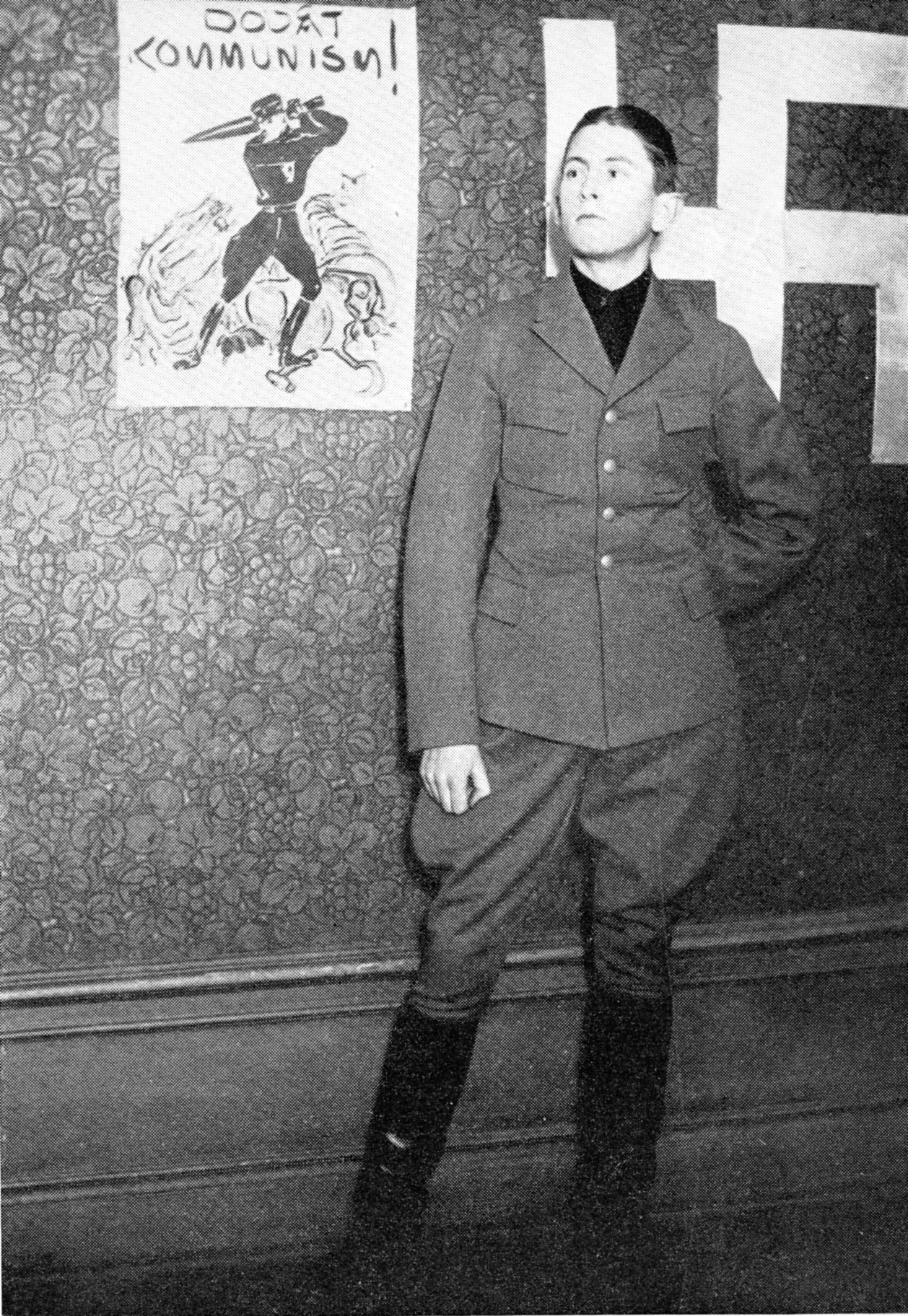
Konrad Hallgren dans les années 1920.

Le parti populaire national-socialiste de Suède (SNFP), auparavant parti populaire fasciste de Suède et jusqu'en 1929, organisation de lutte fasciste de Suède (SFKO) était un parti politique suédois fasciste et national-socialiste à partir de l'automne 1929, qui exista de l'automne 1926 à 1930.

## Historique
Au début, les forces dirigeantes comprenaient Frithiof Bjurquist, Ola Vinberg, Sven Hedengren et l'ancien sous-officier Konrad Hallgren qui devint chef. En 1927, Sven Olov Lindholm adhéra. Idéologiquement, le parti fut fortement influencé par le fascisme italien de Benito Mussolini, mais s'est ensuite tourné vers le nazisme allemand.
L'organe de presse du SFKO est devenu le nouveau journal "Spöknippet" (Le faisceau), objet également utilisé comme symbole de l'organisation. En 1929, le nom fut changé pour devenir le Parti populaire national-socialiste (SNFP) de Suède. En 1930, le journal du parti change également de nom, abandonnant Spöknippet pour Nationalsocialisten (Le national-socialiste).
Le 19 janvier 1930, le SNFP fait sécession et les séparatistes menés par Stig Bille forment le Nysvenska Folkförbundet (NFF). En avril de la même année, le Parti national-socialiste paysan et ouvrier suédois (SNBA) fusionne avec le SNFP, avant que tous ne retrouvent le NFF au sein du Nysvenska Nationalsocialistiska Förbundet (NNF).